# Leonardo Leo
Leonardo Leo (San Vito dei Normanni, Bríndisi, 1694 - Nàpols, 1744) fou un compositor italià de l'escola napolitana. Autor de l'òpera L'Olimpiade, que va tenir un èxit extraordinari.
Començà els estudis musicals al conservatori de Santa Maria della Pietà de Nàpols, sota la guia de Nicola Fago i tenint com a company d'estudis el napolità Francesco Feo.
Influït per Alessandro Scarlatti, impulsà l'òpera bufa napolitana amb obres com Le nozze in danza (1718), Le finte zingare (1724), L'amico traditore (1737), etc. colaborant amb aquesta tasca amb el compositor napolità Antonio Orefice. Alhora conreà l'òpera seriosa i va escriure set oratoris, concerts per a violoncel, sonates i toccate per a clavecí.
Va ser professor en el Conservatorio di Santa Maria di Loreto, de Nàpols, tenint entre els seus alumnes al napolità Ignazio Fiorillo (1715-1787).

## Obres

### Serenates i pastorals
- Il gran Giorno d'Arcadia (serenata per il giorno della nascita dell'arciduca d'Austria Leopoldo, 1716)
- Diana amante (serenata per la festa della contessa Daun, vice regina di Nàpols, 1717)
- Le nozze in dansa (pastorale cantata presso il principe di San Nicandro per le nozze del duca di Casalmaggiore e di Giulia di Càpua, duchessa di Termoli, 1718)
- Serenata in lode del signor George Bingh, plenipotenziario del re d'Inghilterra, cantata dal cavaliere Nicolò Grimaldi e Marianna Benti Bulgarelli detta La Romanina, 1719)

### Drammi per musica
- Sofonisba (Nàpols, teatro San Bartolomeo, 1719)
- Cajo Gracco (Nàpols, teatro San Bartolomeo, 1720)
- Bajazette (representada al palau del virrei, 1722)
- Tamerlano (Roma, 1722)
- Timocrate (Venècia, 1723)
- Zenobia in Palmira (dramma d'Apostolo Zeno per al teatro San Bartolomeo, 1725)
- Astianatte (cantada dels textos i per Farinelli, 1725)
- La somiglianza (teatro dei Fiorentini, 1726)
- L'Orismene, overo dagli sdegni gli amori (teatro Nuovo, 1726)
- Ciro riconosciuto (1727)
- Argene (1728)
- La zingara (intermezzo, 1731)
- Intermezzi per l'Argene (1731)
- Catone (cantada a Venècia per Grimaldi, Domenico Gizzi, Farinelli i la Facchinelli, 1732)
- Amore dà senno (teatro Nuovo, 1733)
- Emira (amb intermezzi d'Ignazio Prota, 1735)
- La clemenza di Tito (1735)
- Onore vince amore (teatro dei Fiorentini, 1736)
- La simpatia del sangue (1737)
- Siface (1737)
- Festa teatrale (1739)
- La contesa dell'Amore e della virtù (1740)
- Alessandro (1741)
- Demoofonte (1741)
- Andromaca (1742)
- Vologeso (1744)
- La finta Frascatana (1744) (aquesta obra va ser completada per Capranica perquè Leo havia patit un atac d'apoplexia mentre hi treballava); altres obres d'aquest mestre amb dates desconegudes, són les següents:
- Amor vuol sofferenza (opera seria)
- Artaserse
- Lucio Papirio
- Arianna e Teseo (cantata teatrale)
- L'Olimpiade
- Evergete
- Il matrimonio anascoso
- Alidoro
- Alessandro nell'Indie
- Il Medo
- Nitocri, regina di egitto
- Il Pisistrate
- Il trionfo di Camillo
- Le nozze di Psiche
- Achille in Sciro